# محروقي السفلى (بوزي)
محروقي السفلى (بالفارسية: محروگی سفلی) هي منطقة سكنية تقع في جنوب شرق الفلاحية في قسم بوزي الريفي. يقدر عدد سكانها بـ 328 نسمة بحسب إحصاء 2016.